# 文京町 (恵庭市)
文京町（ぶんきょうちょう）は北海道恵庭市の地名。郵便番号は061-1425。人口は1,890人、世帯数は882世帯。

## 地理
恵庭市街の西に位置し、茂漁川と漁川の間にある地域。文京町内に茂漁通が通っている。

## 歴史

### 沿革
- 1961年（昭和36年）- 大字漁村の一部から文京町に町名変更[4]。
- 1981年（昭和56年） 文京町の一部が幸町・柏木町に編入、字柏木の一部を編入[4]。
- 1996年（平成8年）10月7日 - 文京町1-4丁目　住居表示変更[5]。

### 町名の変遷
町名の変遷は以下の通り。
| 実施内容 | 実施年月日 | 実施前   | 実施後 |
| -------- | ---------- | -------- | ------ |
| 町名変更 | 1961年     | 大字漁村 | 文京町 |

## 人口と世帯数
2023年9月30日現在の人口と世帯数は以下の通り。
| 町・丁      | 人口    | 世帯    |
| ----------- | ------- | ------- |
| 文京町1丁目 | 588人   | 263世帯 |
| 文京町2丁目 | 482人   | 221世帯 |
| 文京町3丁目 | 147人   | 81世帯  |
| 文京町4丁目 | 673人   | 317世帯 |
| 計          | 1,890人 | 882世帯 |

### 人口の変遷
国勢調査による人口数の推移。
| 1995年（平成7年）  | 1,669人 | [ 6 ]  |  |
| 2000年（平成12年） | 1,750人 | [ 7 ]  |  |
| 2005年（平成17年） | 1,783人 | [ 8 ]  |  |
| 2010年（平成22年） | 1,804人 | [ 9 ]  |  |
| 2015年（平成27年） | 1,853人 | [ 10 ] |  |
| 2020年（令和2年）  | 1,828人 | [ 11 ] |  |

### 世帯数の変遷
国勢調査による世帯数の推移。
| 1995年（平成7年）  | 568世帯 | [ 6 ]  |  |
| 2000年（平成12年） | 626世帯 | [ 7 ]  |  |
| 2005年（平成17年） | 639世帯 | [ 8 ]  |  |
| 2010年（平成22年） | 673世帯 | [ 9 ]  |  |
| 2015年（平成27年） | 729世帯 | [ 10 ] |  |
| 2020年（令和2年）  | 739世帯 | [ 11 ] |  |

## 小・中学校の通学区
小・中学校の通学区は以下の通り。
| 町・丁 | 街区 | 小学校           | 中学校             |
| ------ | ---- | ---------------- | ------------------ |
| 文京町 | 全域 | 恵庭市立柏小学校 | 恵庭市立恵庭中学校 |

## 交通

### バス
- えにわコミュニティバス（ecoバス）
  - 「恵庭中学校」・「セイコーマート文京店」停留所がある[13]。

### 道路
- 都市計画道路
  - 3・4・107 恵南柏木通[14]
  - 3・5・120 茂漁通[14]

## 施設
教育
- 恵庭市立恵庭中学校（文京町3丁目）
- 恵庭市立柏小学校（文京町3丁目）

公園
- ぶんきょう公園（文京町1丁目）
- ひだまり公園（文京町4丁目）

産業・商業
- セイコーマート 文京店（文京町2丁目）

寺院
- 弘隆寺（文京町4丁目）